# Blidö församling
Blidö församling är en församling i Roslagens östra pastorat i Upplands södra kontrakt i Uppsala stift. Församlingen ligger i Norrtälje kommun i Stockholms län.

## Administrativ historik
Församlingen bildades före 1650 genom en utbrytning ur Länna församling och var därefter till 1962 annexförsamling i pastoratet Länna och Blidö. Från 1962 till 1977 annexförsamling i pastoratet Länna, Blidö, Riala och Roslags-Kulla. Från 1977 annexförsamling i pastoratet Länna, Blidö och Riala. Från 2018 ingår församlingen i Roslagens östra pastorat.
Söder om Blidö, mellan Blidö och Själbottna samt väster om Husaröleden ligger Utterkobbarna som fungerar som ytterligare en begravningsplats, utöver den utanför kyrkan, och sköts av Blidö kyrkoråd.

## Kyrkor
- Blidö kyrka